# Colossosauria
Colossosauria („Kolosální ještěři“) byl klad velkých až obřích sauropodních dinosaurů ze skupiny Lithostrotia (vývojově vyspělých titanosaurních sauropodů), kteří žili v období svrchní křídy (stupeň cenoman až maastricht), asi před 102 až 66 miliony let. Většina jejich druhů je známá z území dnešní argentinské Patagonie, ale také z jiných kontinentů.

## Klasifikace a charakteristika

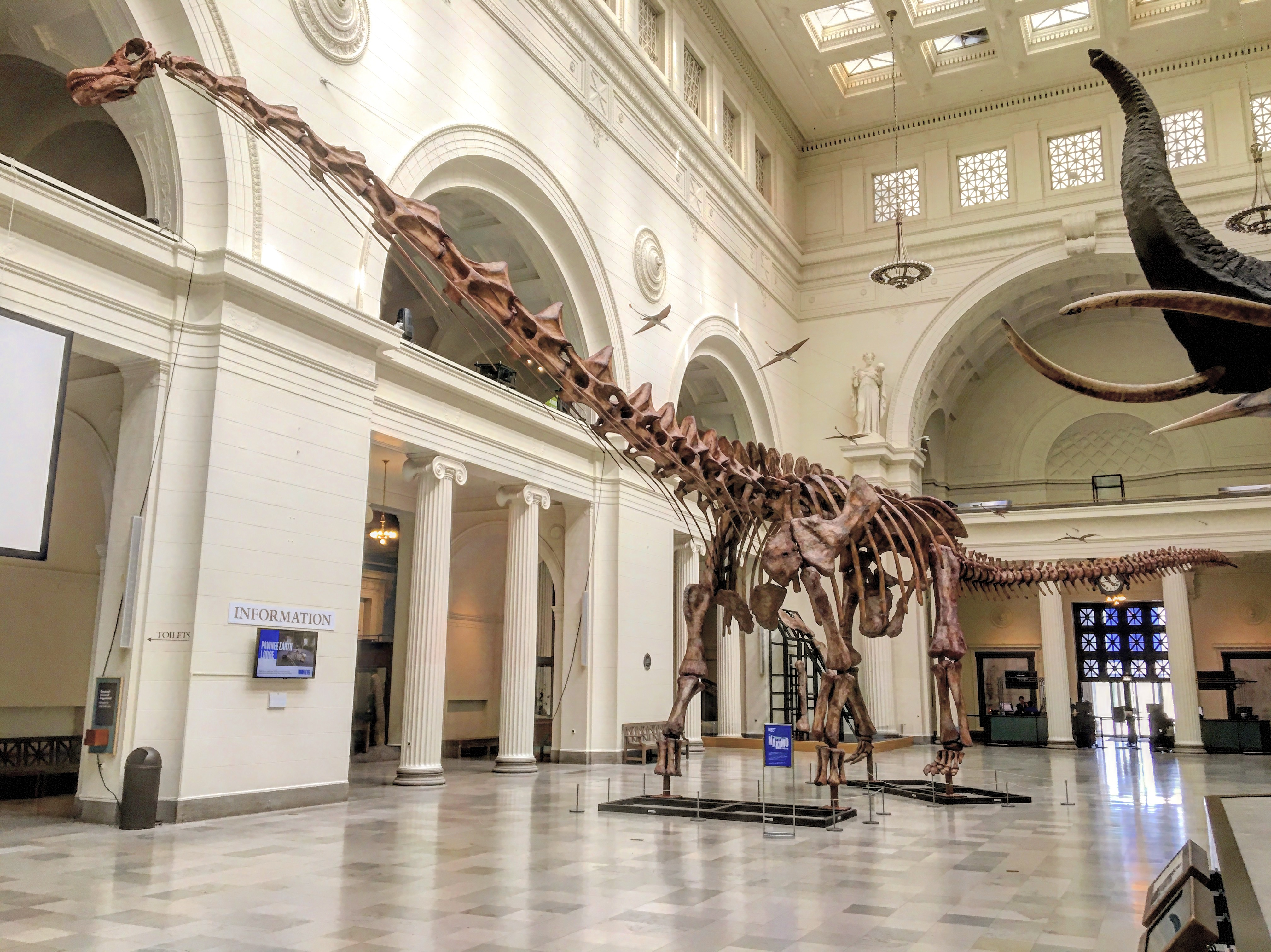
Rekonstruovaná kostra druhu Patagotitan.

Tento klad byl stanoven v roce 2019 v popisné studii paleontologa Bernarda G. Rigy a jeho kolegů. Jedná se o vývojově vyspělé zástupce titanosaurů často obřích rozměrů. Do této skupiny patří i gigantické rody Argentinosaurus, Puertasaurus, Notocolossus nebo Patagotitan. Tito obří sauropodi zřejmě přesahovali hmotnost 50 tun a byli tak největšími známými suchozemskými tvory všech dob. Ačkoliv do této skupiny patří největší známí suchozemští živočichové všech dob, někteří zástupci byli relativně malí - to se týká například "jen" 7 metrů dlouhého rodu Bravasaurus.
Největší zástupci této skupiny, dosahující hmotnosti až kolem 75 tun, by vyvážili například 13 dospělých slonů afrických, 60 osobních automobilů nebo 1000 dospělých lidí.

## Zástupci
- Aeolosaurus?
- Antarctosaurus
- Bonitasaura
- Chucarosaurus[6]
- Drusilasaura
- Jainosaurus
- Overosaurus
- Nullotitan
- Quetecsaurus
- Vahiny
- Rinconsauria
- Lognkosauria